# スーベニア
『スーベニア』は、日本のロックバンド・スピッツの通算11作目のオリジナルアルバム。2005年1月12日にユニバーサルミュージックより発売。レーベルはユニバーサルJ。初回盤のみ印刷にシルバーの特色を使用。

## 概要
- 前作『三日月ロック』から2年4か月ぶりに発売されたオリジナルアルバム。
- 前回のツアーで弾き語りのコーナーをしたことで、草野は「もし自分が一人で街中でストリートをやったら誰が聞いてくれるんだろう」と考え、伝わりやすいストレートな言葉を重視するようになった。
- タイトルの「スーベニア」とは、贈り物、お土産という意味。「ギフト」も同じような意味の言葉であるが、カッコよくてスピッツらしくないということで「スーベニア」が選ばれた。また、三輪は「スーベニア」を逆から読むと「アニベース」になるため、ベーシストでもあるプロデューサーの亀田誠治を逆さ吊りにしたものであるとも述べている。
- カバーモデルは松本夏空[3]。
- エンジニアは高山徹。くるりやコーネリアスのアルバムを聴いたメンバーがかねてから要望していたエンジニアであるがスケジュールが合わず、「夢追い虫」のミキシング以来の起用となった。
- マスタリング時はメンバーのスケジュールの問題でスタジオに立ち会うことは出来なかったが、再びLAのエンジニア、スティーヴン・マーカソンがマスタリングを担当している。

## 収録曲
| 全作詞・作曲: 草野正宗、全編曲: スピッツ & 亀田誠治。 |                                         |          |            |      |
| #                                                     | タイトル                                | 作詞     | 作曲・編曲 | 時間 |
| 1.                                                    | 「春の歌」                              | 草野正宗 | 草野正宗   | 4:41 |
| 2.                                                    | 「ありふれた人生」(Strings：金原千恵子) | 草野正宗 | 草野正宗   | 4:59 |
| 3.                                                    | 「甘ったれクリーチャー」                | 草野正宗 | 草野正宗   | 5:14 |
| 4.                                                    | 「優しくなりたいな」                    | 草野正宗 | 草野正宗   | 3:52 |
| 5.                                                    | 「ナンプラー日和」                      | 草野正宗 | 草野正宗   | 3:36 |
| 6.                                                    | 「正夢」(Strings：金原千恵子)           | 草野正宗 | 草野正宗   | 5:12 |
| 7.                                                    | 「ほのほ」                              | 草野正宗 | 草野正宗   | 4:18 |
| 8.                                                    | 「ワタリ」                              | 草野正宗 | 草野正宗   | 4:00 |
| 9.                                                    | 「恋のはじまり」                        | 草野正宗 | 草野正宗   | 4:57 |
| 10.                                                   | 「自転車」                              | 草野正宗 | 草野正宗   | 3:00 |
| 11.                                                   | 「テイタム・オニール」                  | 草野正宗 | 草野正宗   | 3:35 |
| 12.                                                   | 「会いに行くよ」(Strings：金原千恵子)   | 草野正宗 | 草野正宗   | 4:18 |
| 13.                                                   | 「みそか」                              | 草野正宗 | 草野正宗   | 4:37 |
| 合計時間:                                             | 合計時間:                               | 56:19    |            |      |

### 楽曲解説
1. 春の歌
2005年のAQUARIUS新キャンペーンソングとしてタイアップが付き、後に新曲『テクテク』との両A面でシングルカット。アルバムの1曲目として作られた曲である。
2. ありふれた人生
3. 甘ったれクリーチャー
「あまったれ」という言葉は、本作を引っさげた2005年のツアーのタイトルにもなっている。
4. 優しくなりたいな
「GO!GO! スカンジナビア vol.3」で披露されていた曲。ボーカルとピアノがメインの曲。
5. ナンプラー日和
沖縄民謡を意識し、三線（さんしん）を取り入れ、Aメロは琉球音階となっている。三線はよなは徹による演奏。
6. 正夢
先行シングル。ドラマとCMのダブルタイアップ。
7. ほのほ
タイトルは「炎」の旧仮名表記。
もともとはアルバムのタイトル候補であった。アニメ『ハチミツとクローバー』の挿入歌として使用された。
8. ワタリ
間奏のギターは草野が演奏している。
9. 恋のはじまり
「GO!GO! スカンジナビア vol.3」で披露されていた曲。本作のレコーディングはこの曲から始まった。
10. 自転車
結構昔からあったという曲。
11. テイタム・オニール
タイトルは、女優のテータム・オニールに由来する。
12. 会いに行くよ
「GO!GO! スカンジナビア vol.3」で披露されていた曲。ライブでは弾き語りで演奏された。
13. みそか
2006年のAQUARIUS新キャンペーンソングとしてタイアップが付く。
ツアー「あまったれ2005」では2005年9月より開始の後半公演から演奏された。

## アナログ盤
- シングル『正夢』のカップリング曲「リコリス」を追加収録した2枚組限定アナログ盤が同年4月20日にリリースされた。
- 歌詞カードのオリジナルコミックは、アナログ盤『8823』に引き続き、本秀康が手がけた。
- 「テイタム・オニール」はCD盤と異なり、演奏終了までフェードアウトしないフルバージョンで収録されている。
- 曲順、構成は以下の通り。

DISC 1
A Side
1. 恋のはじまり
2. ワタリ
3. みそか

B Side
1. 春の歌
2. 甘ったれクリーチャー
3. 会いに行くよ

DISC 2
C Side
1. 優しくなりたいな
2. リコリス
3. ナンプラー日和
4. 正夢

D Side
1. ほのほ
2. 自転車
3. テイタム・オニール
4. ありふれた人生

## 参加ミュージシャン
- 草野マサムネ：Vocals, Guitars
- 三輪テツヤ：Guitars
- 田村明浩：Bass Guitar
- 﨑山龍男：Drums, Percussion
- 亀田誠治：Programming
- 斎藤有太：Acoustic Piano (4)
- 皆川真人：Acoustic Piano (2)
- よなは徹：三線 (5)
- 金原千恵子グループ：Strings (2.6.12)